# NK Jedinstvo Bihać
El Nogometni Klub Jedinstvo Bihać és un club de futbol bosnià de la ciutat de Bihać.

## Història
El club nasqué l'any 1919. La temporada 2002-03 jugà a la màxima categoria de la Lliga bosniana, acabant perdent la categoria. La temporada 2004-05 es proclamà campió de la Prva Liga (primera lliga) retornant de nou a la divisió d'honor. La temporada 2005-06 fou setè classificat, la 2006-07 fou novè, i la temporada 2007-08 fou 15è, descendint novament a la segona categoria.

## Palmarès
- Prva Liga de Bòsnia i Hercegovina:
  - 2004-05

## Participació a Europa
| Temporada | Competició                | Ronda |  | Club                     | Casa | Fora |
| --------- | ------------------------- | ----- |  | ------------------------ | ---- | ---- |
| 1999      | Copa Intertoto de la UEFA | 1R    |  | GÍ Gøta                  | 0-1  | 3-0  |
|           |                           | 2R    |  | FC Ceahlăul Piatra Neamţ | 1-2  | 1-3  |